# Église Saint-Sévère de Pérouse
Pour les articles homonymes, voir Église San Severo.
L'église Saint-Sévère (italien : chiesa di San Severo) est une église située dans la partie la plus élevée de Pérouse (493 m), sur la place Raphaël (italien : piazza Raffaello) à Porta del Sole.

## Description

### Extérieur
L'édifice religieux est de style néoclassique.

### Intérieur
L'intérieur de l'édifice est en style néoclassique et conserve diverse œuvres d'art :
- Christ en gloire, Francesco Appiani, côté droit,
- Vierge à l'Enfant et saints, (1632), Stefano Amadei, maître autel,

## Histoire
La construction de l'édifice actuel, construit adjacent à l'église de l'Ordre camaldule plus ancienne (aujourd'hui sous le couvent), date de 1758. L'ancienne église fondée à l'époque de saint Romuald (Xe et XIe siècles), avait de petites absides et une niche dont les restes sont visibles dans l'ancien couvent.
Selon la tradition, la petite église primitive avait été érigée sur un temple païen dédié au dieu Soleil, duquel dérive probablement le nom du rione « rione del sole ».
L'église a été reconstruite une première fois au XVe siècle et était à trois nefs.
Sur le deuxième autel sur la gauche se trouvait la fresque La Trinité et saints de Raphaël et Pérugin (1505-1521), qui se trouve aujourd'hui placée dans une pièce rectangulaire attigue à l'église.

## Sources
- (it) Cet article est partiellement ou en totalité issu de l’article de Wikipédia en italien intitulé « Chiesa di San Severo (Perugia) » (voir la liste des auteurs).